# O Artista em seu Museu
O Artista em seu Museu (en:The Artist in His Museum) é um autorretrato de 1822 feito pelo artista americano Charles Willson Peale (1741–1827). Por volta do fim de sua carreira, começando em 1822, ele pintou sete auto-retratos que juntos formaram o tema final de sua arte e o brilho final de seu talento. O Artista em seu Museu é uma pintura a óleo em larga escala pintada em dois meses, e é a mais emblemática dos auto-retratos de Peale.

## História
No final de sua carreira, a partir de 1822, ele pintou sete autorretratos que, juntos, formaram o motivo final de sua arte e o florescimento final de seu talento. O artista em seu museu é uma obra de pintura em tela em grande escala pintada em cerca de dois meses e é o mais emblemático dos muitos auto-retratos de Peale.
Peale era naturalista e pintor. Em 1784, ele fundou o Museu da Filadélfia, situado na época da pintura na Sala Longa da Casa do Estado da Pensilvânia (atualmente Independence Hall). A curadoria do museu dominou sua carreira a partir desse ponto; ele ocasionalmente anunciava sua aposentadoria da pintura ou seu retorno a ela.
Em 1822, ele foi convidado pelos curadores do museu para pintar um retrato completo dele para o museu. O artista esforçou-se por "não apenas torná-lo um monumento duradouro da minha arte como pintor, mas também que o design deveria ser expressivo, que trago à vista do público, as belezas da natureza e da arte, a ascensão e o progresso do museu. . " Ele disse ainda: "Eu gostaria que isso excitasse alguma admiração, caso contrário meu trabalho será perdido, exceto que é uma boa semelhança". A determinação de Peale em honrar sua carreira se reflete no fato de ele ter pintado duas versões preliminares de O Artista, incomum para um artista que se orgulhava de produzir semelhanças com pouco trabalho preparatório.